# Geoff Regan
Geoffrey Paul Regan, dit Geoff Regan, né le 22 novembre 1959 à Windsor (Nouvelle-Écosse), est un avocat et homme politique canadien. Membre du Parti libéral du Canada, il est le 36e président de la Chambre des communes, en fonction du 3 décembre 2015 au 4 décembre 2019. Il est député fédéral de la circonscription de Halifax-Ouest de 1993 à 1997 puis à nouveau entre 2000 et 2021.

## Biographie

### Famille et études
Geoff Regan est le fils de Gerald Regan, ancien Premier ministre de Nouvelle-Écosse et ministre fédéral sous Pierre Elliott Trudeau. Il est diplômé de l'Université Saint-Francis-Xavier et de l'Université Dalhousie.

### Engagement politique
Élu à la Chambre des communes du Canada lors des élections fédérales de 1993 à Halifax-Ouest, il est battu par Gordon Earle, candidat du Nouveau Parti démocratique, en 1997. Il regagne le siège lors des élections fédérales de 2000.
Trois ans plus tard, le nouveau Premier ministre Paul Martin le nomme ministre des Pêches et Océans dans son cabinet, fonction qu'il quitte en 2006 lorsque Stephen Harper devient Premier ministre. En 2015, Regan est élu président de la Chambre des communes du Canada par ses pairs.